# سی‌ای آیمو
سی‌ای آیمو (انگلیسی: CA Immo) شرکت املاک اتریشی است، که در سال ۱۹۸۷ تأسیس شد.